# Centro de Investigación y Seguridad Nacional
Le Centro de Investigación y Seguridad Nacíonal ou CISEN (« Centre de la Recherche et de la Sécurité Nationale »), fondé en 1989, est le principal bureau du renseignement du gouvernement mexicain. Il est chargé de l'acquisition du renseignement (notamment par l'espionnage) et de la plupart des opérations clandestines effectuées hors de ce pays. Il a le statut juridique d'agence indépendante du gouvernement du Mexique.

## Liste des directeurs
- (1989-1990) : Jorge Carrillo Olea
- (1990-1993) : Fernando del Villar Moreno
- (1993-1994) : Eduardo Pontones Chico
- (1994-1999) : Jorge Tello Peón
- (1999-2001) : Alejandro Alegre Rabiela
- (2000-2005) : Eduardo Medina Mora
- (2005-2006) : Jaime Domingo López Buitrón
- (2006-2011) : Guillermo Valdés Castellanos
- (2011) : Alejandro Poiré Romero
- (2011-2012 ) : Jaime Domingo López Buitrón
- (2012-2018) : Eugenio Ímaz Gispert
- (2018-) : Alberto Bazbaz